# Tångflugor
Tångflugor (Coelopidae) är en liten familj i insektsordningen tvåvingar som hör till underordningen flugor. Tångflugor lever längs havsstränder där tång ansamlas. Honorna lägger ägg i ruttnande tång och detta är också vad larverna livnär sig på. Den ruttnande tången alstrar värme och detta gör att tångflugor kan vara aktiva större delen av året och förekomma även längs havsstränder med kyligt klimat. En art av tångflugor, Coelopa frigida, förekommer till exempel så långt norrut som Svalbard.
De fullbildade flugorna håller vanligen till på eller nära den ruttnande tången. De blir 3-16 millimeter stora och är mörka med lätt gulaktiga eller brunaktiga och ganska smala vingar. Hos några arter är vingarna korta. Kroppen är slank och ger ett platt intryck, benen är kraftiga och huvudet är litet med jämförelsevis små fasettögon. Flugorna är ofta ganska håriga, särskilt på benen.  
Tångflugor har en viktig ekologisk roll då deras larver utgör föda för många vadarfåglar som rastar vid havsstränderna. Larverna hjälper också till att bryta ner uppspolad tång. 

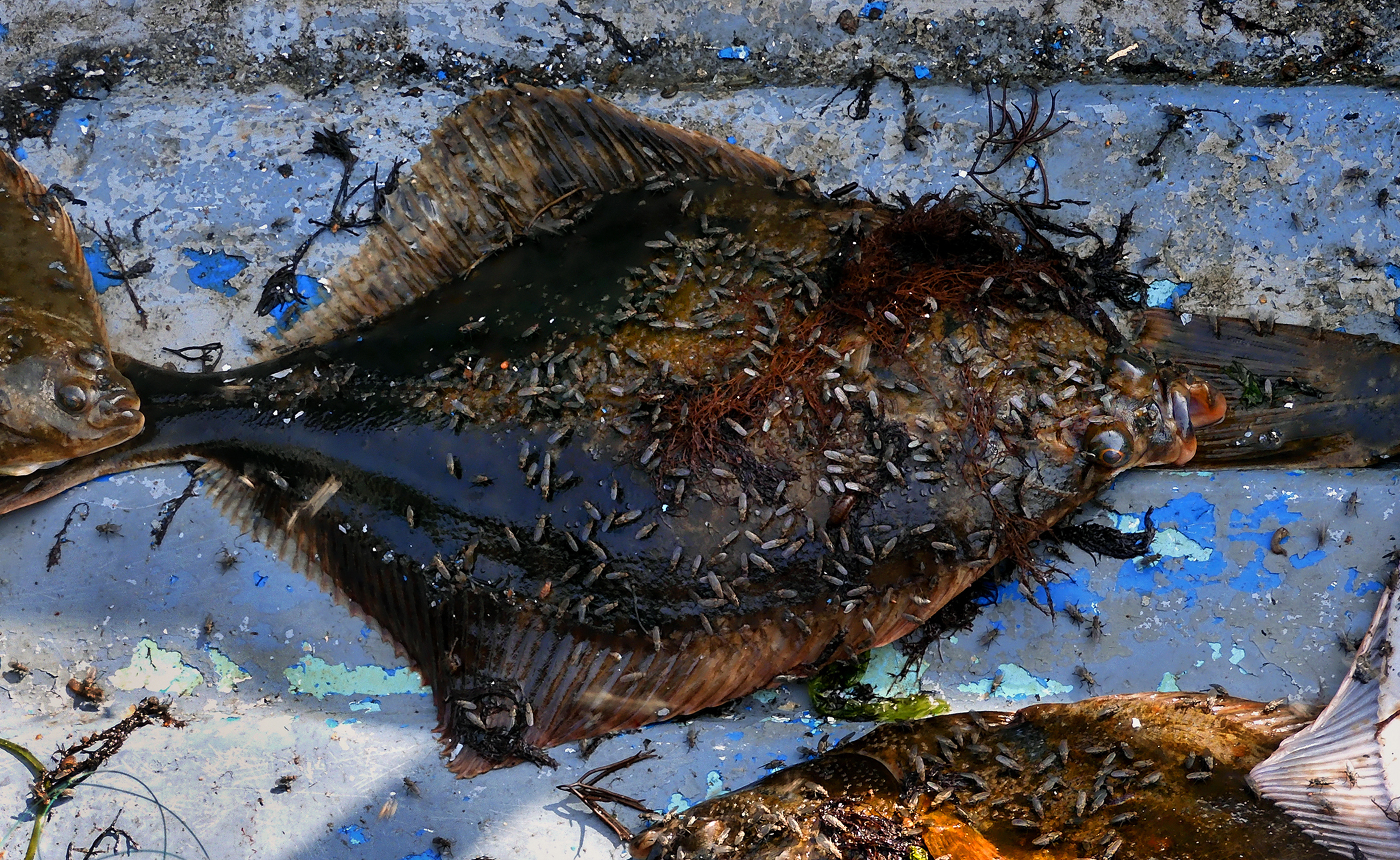
Tångflugor på en Spätta..